# Gas Lipstick
Mika Kristian Karppinen, művésznevén Gas Lipstick (Eskilstuna, 1971. február 8. –) svéd származású finn zenész, a HIM dobosa.
1999-ben csatlakozott az együtteshez. Erősen befolyásolta a  Razorblade Romance album hangzását. Gas tapasztalt zenész, a HIM előtt a Kyyria együttesben játszott, akikkel 2 albumot vett fel. Dobosként szerepel a Stratovarius frontember, Timo Kotipelto szólóalbumán, valamint az Amorphis énekes, Pasi projectjén is. Kedveli a dobokat, a Machine Headet, a Motörheadet és a Slayert.